# Савех, Али
Али Савех Шемшаки (перс. علي ساوجي‎; род. 1949, Тегеран) — иранский горнолыжник. Участник зимних Олимпийских игр 1968 и 1972 годов.

## Биография
Али Савех родился в 1949 году в иранском городе Тегеран.
В 1968 году вошёл в состав сборной Ирана на летних Олимпийских играх в Гренобле. В скоростном спуске занял последнее, 73-е место, показав результат 2 минуты 47,88 секунды и уступив 48,03 секунды завоевавшему золото Жану-Клоду Килли из Франции. В слаломе в первом квалификационном раунде занял 4-е место в группе с результатом 57,93 секунды, во втором — 2-е место (57,87), уступив 0,27 секунды попавшему в финал с 1-го места Петару Ангелову из Болгарии. В гигантском слаломе занял 77-е место, показав по сумме двух заездов результат 4.23,72, уступив 54,44 секунды завоевавшему золото Жану-Клоду Килли.
В 1968 году вошёл в состав сборной Ирана на летних Олимпийских играх в Саппоро. В скоростном спуске занял 52-е место с результатом 2.11,29, уступив 19,86 секунды победителю Бернарду Русси из Швейцарии. В слаломе был дисквалифицирован. В гигантском слаломе занял 44-е место, показав по сумме двух заездов результат 4.06,88, уступив 57,26 секунды завоевавшему золото Густав Тоэни из Италии.